# Семья и школа (журнал, XX век)
«Семья́ и шко́ла» — советский, а затем российский журнал для родителей и педагогов, выходивший в 1946—2016 годах и возобновлённый в 2021 г. В постсоветское время возводил свою генеалогию к одноимённому журналу, выходившему в Российской империи в 1871—1888 гг.
Журнал стал выходить с мая 1946 года в Москве под эгидой Академии педагогических наук РСФСР, его первым главным редактором был назначен К. Н. Корнилов. При нём и была создана та структура журнала, которая функционировала на протяжении нескольких десятилетий. Публикации журнала затрагивали широкий круг тем, которые могут быть интересны родителям: выбор учебного заведения для ребёнка, взаимодействие родителей с педагогами, методы внешкольного образования и воспитания, здоровье ребёнка, круг детского чтения и т. п.
К 1967 году, по словам ответственного редактора журнала Спартака Газаряна, тираж журнала увеличился с первоначальных 40 тысяч до миллиона, с ежегодным приростом по 200—300 тысяч; в центре внимания журнала, подчёркивал Газарян, были «воспитание у детей высоких нравственных качеств; культура семьи и развитие духовных сил детей; эстетическое, трудовое, физическое воспитание; темперамент и характер ребёнка; способности; проблемы выбора профессии; взаимоотношения родителей и учителей; здоровье ребёнка».
В XXI веке журнал продолжал выходить, несмотря на значительные финансовые и организационные трудности; некоторое время его поддерживал Фонд Ельцина. Тем не менее, среди авторов журнала были в этот период Игорь Кон, Борис Бим-Бад, Людмила Петрушевская, Евгений Попов, Владимир Леви, Борис Дубин, Ольга Седакова. По мнению учёного и публициста Мариэтты Чудаковой, «Семья и школа» была «одним из лучших журналов России», поскольку «ни в одном номере этого журнала вы не найдете ни одной демагогической, „заказной“, дурно пахнущей строки».
В 2020 году политик, член генерального совета партии «Единая Россия» и заместитель председателя Государственной думы Ирина Яровая предложила возобновить выпуск журнала в современной России, отметив:
Этот журнал был одним из самых популярных в своё время <...> Наверное, нужно возвращать тот опыт и те практики, которые помогут родителям.
В 2021 году вышли первые номера обновлённого журнала. Новый журнал выпускается институтом семьи, детства и воспитания.

## Главные редакторы
- Корнилов, Константин Николаевич (1946—1956)
- Владимиров, Иван Владимирович (1956—1960)
- Свадковский, Иван Фомич (1960—1964)
- Орлов, Алексей Георгиевич (1964—1969)
- Иванова, Любовь Михайловна (1969—1974)
- Монахов, Николай Иванович (1975—1984)
- Смирнов, Виктор Фёдорович (1984—1997)
- Гелазония, Пётр Ильич (1997—2011)
- Мавлевич, Наталия Самойловна (2011—2016)